# Joan Batlles i Alerm
Joan Batlles i Alerm (La Garriga, 23 de juliol de 1917 - 24 de setembre de 2017) era un sacerdot català, considerat com un personatge de referència de l'Església de Barcelona i de l'Església catalana.
Durant la guerra civil espanyola va estudiar teologia a la Pontifícia Universitat Gregoriana a Roma i fou ordenat prevere el 1943. Fou professor del Seminari Conciliar de Barcelona el 1949, i el 1953 consiliari diocesà dels Joves d'Acció Catòlica i secretari de l'aleshores bisbe Vicent Enrique i Tarancón.
A partir del 1967 fou nomenat vicari episcopal, en l'època de l'arquebisbe Gregorio Modrego, i després fou un clergue proper al cardenal Narcís Jubany. El 1968 fou un dels fundadors del Centre d'Estudis Pastorals, amb el que pretenia seguir les consignes del Concili Vaticà II, i que dirigí fins que en fou destituït el 1993. El 1970-1981 fou vicari episcopal de Barcelona-sud i el 1981-1990 del Vallès Oriental i el Maresme. Ha defensat activament l'arrelament de l'Església en la realitat catalana, raó per la qual ha rebut la Creu de Sant Jordi el 1994. El 1995, la revista Foc Nou publicà en homenatge seu Església i país. Tres testimonis.
El 2007 es va organitzar a Montserrat un homenatge a l'ocasió dels seus noranta anys. Els darrers anys va treballar des de la parròquia de Santa Maria del Pi de Barcelona.

## Publicacions
- «Anys de militància cristiana» (2009) a L'home, l'amic, el president, homenatge a Jordi Pujol i Soley[7]